# Khefil Osseni
Khefil Osseni (Grenoble, 13 dicembre 1995) è un giocatore di football americano francese che gioca come cornerback per i Paris Musketeers.